# Polentinos
Polentinos – gmina w Hiszpanii, w prowincji Palencia, w Kastylii i León, o powierzchni 14,87 km². W 2011 roku gmina liczyła 63 mieszkańców.